# Eparchia di Ekaterinburg

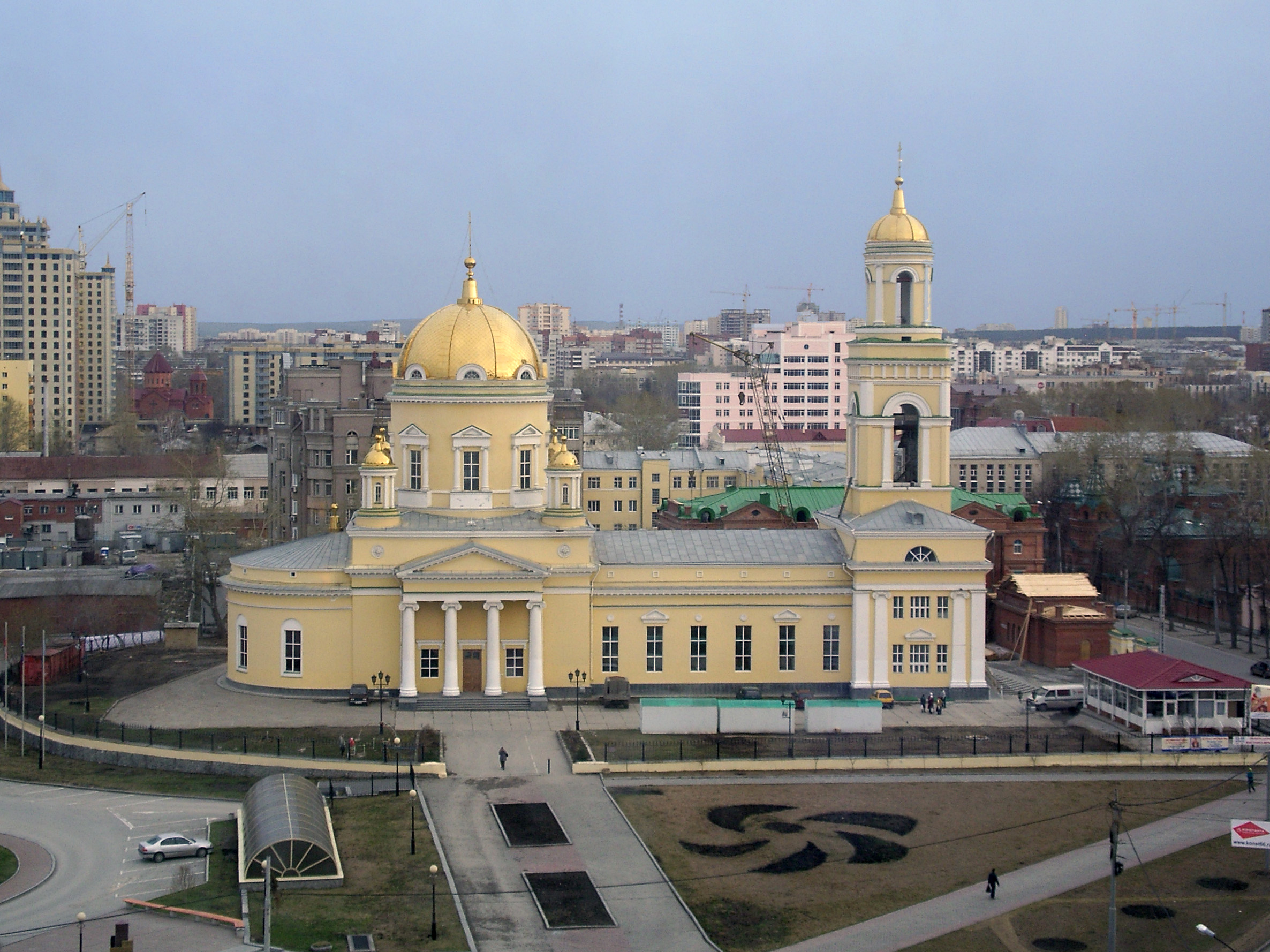
La cattedrale della Trinità di Ekaterinburg.

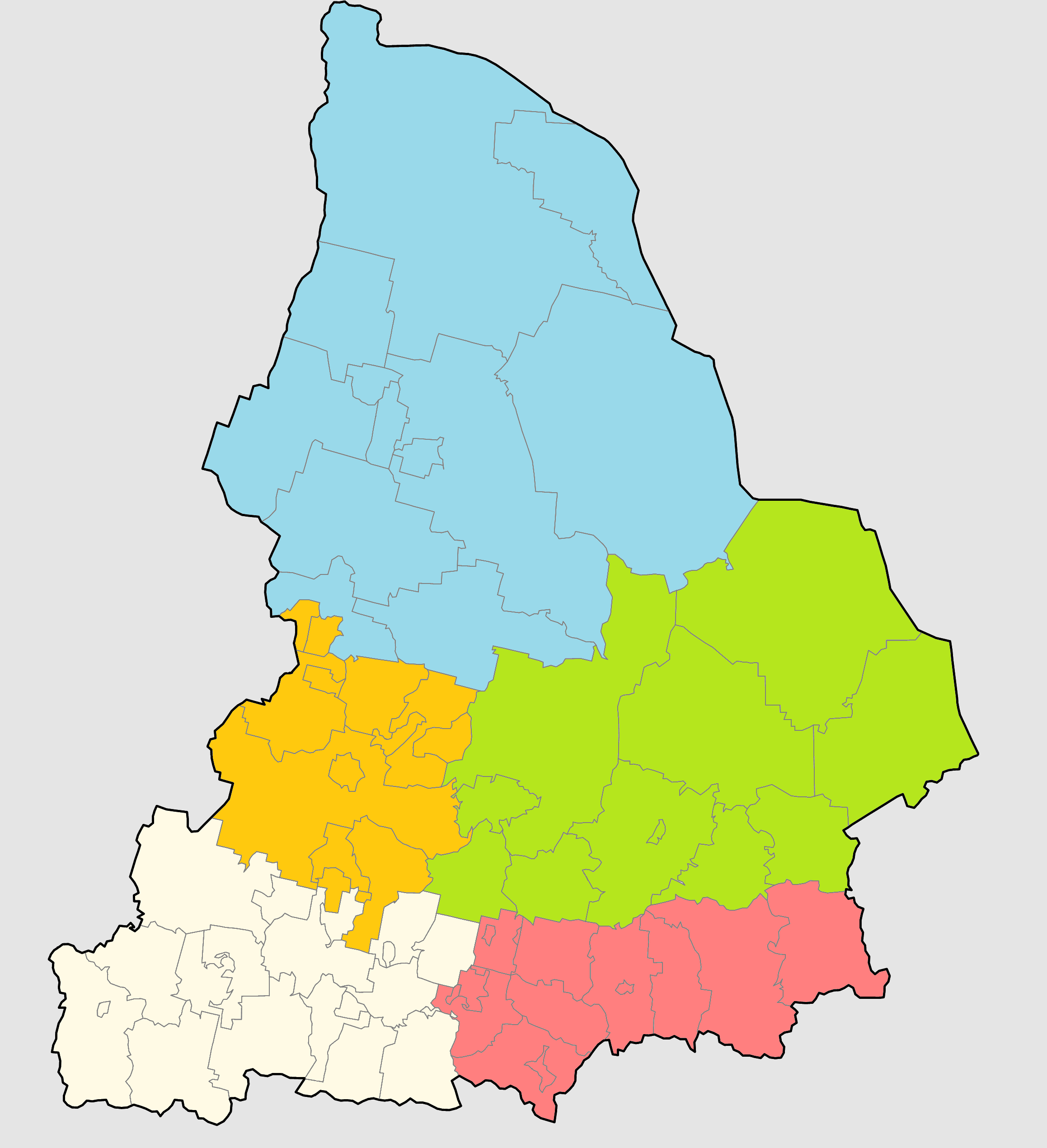
Mappa della metropolia di Ekaterinburg; in giallo l'eparchia di Ekaterinburg.

L'eparchia di Ekaterinburg (in russo: Екатеринбургская епархия) è una diocesi della Chiesa ortodossa russa, appartenente alla metropolia di Ekaterinburg.

## Territorio
L'eparchia comprende la parte sud-occidentale dell'oblast' di Sverdlovsk nel circondario federale degli Urali.
Sede eparchiale è la città di Ekaterinburg, dove si trova la cattedrale della Trinità. L'eparca ha il titolo ufficiale di «metropolita di Ekaterinburg e Verchotur'e».
Nel 2012 l'eparchia è suddivisa in 14 decanati per un totale di 232 parrocchie.

## Storia
Il 25 dicembre 1833 Ekaterinburg divenne sede di un vicario del vescovo di Perm', con carattere vescovile. Il 29 gennaio 1885 fu eretta la diocesi indipendente di Ekaterinburg, separandone il territorio dall'eparchia di Perm'.
Il 23 febbraio 1993 ha ceduto porzioni di territorio a vantaggio dell'erezione dell'eparchia di Kurgan. Il 27 luglio 2011 ha ceduto altre porzioni del suo territorio per l'erezione delle eparchie di Kamensk-Ural'skij e di Nižnij Tagil. Il 28 dicembre 2018 ha ceduto un'ulteriore porzione di territorio per l'erezione dell'eparchia di Alapaevsk.